# Alliance de l'Ontario
 (février 2025).
La mise en forme du texte ne suit pas les recommandations de Wikipédia : il faut le « wikifier ».
Les points d'amélioration suivants sont les cas les plus fréquents. Le détail des points à revoir est peut-être précisé sur la page de discussion.
- Les titres sont pré-formatés par le logiciel. Ils ne sont ni en capitales, ni en gras.
- Le texte ne doit pas être écrit en capitales (les noms de famille non plus), ni en gras, ni en italique, ni en « petit »…
- Le gras n'est utilisé que pour surligner le titre de l'article dans l'introduction, une seule fois.
- L'italique est rarement utilisé : mots en langue étrangère, titres d'œuvres, noms de bateaux, etc.
- Les citations ne sont pas en italique mais en corps de texte normal. Elles sont entourées par des guillemets français : « et ».
- Les listes à puces sont à éviter, des paragraphes rédigés étant largement préférés. Les tableaux sont à réserver à la présentation de données structurées (résultats, etc.).
- Les appels de note de bas de page (petits chiffres en exposant, introduits par l'outil «  Source ») sont à placer entre la fin de phrase et le point final[comme ça].
- Les liens internes (vers d'autres articles de Wikipédia) sont à choisir avec parcimonie. Créez des liens vers des articles approfondissant le sujet. Les termes génériques sans rapport avec le sujet sont à éviter, ainsi que les répétitions de liens vers un même terme.
- Les liens externes sont à placer uniquement dans une section « Liens externes », à la fin de l'article. Ces liens sont à choisir avec parcimonie suivant les règles définies. Si un lien sert de source à l'article, son insertion dans le texte est à faire par les notes de bas de page.
- La présentation des références doit suivre les conventions bibliographiques. Il est recommandé d'utiliser les modèles {{Ouvrage}}, {{Chapitre}}, {{Article}}, {{Lien web}} et/ou {{Bibliographie}}. Le mode d'édition visuel peut mettre en forme automatiquement les références.
- Insérer une infobox (cadre d'informations à droite) n'est pas obligatoire pour parachever la mise en page.

Pour une aide détaillée, merci de consulter Aide:Wikification.
Si vous pensez que ces points ont été résolus, vous pouvez retirer ce bandeau et améliorer la mise en forme d'un autre article.
L' Alliance de l'Ontario est un parti politique mineur conservateur social et populiste de droite de la province canadienne de l'Ontario. Il a été fondé en novembre 2017 par Jay Tysick. Puis le parti a été mené lors des élections provinciales de l'Ontario de 2018 par un homme appelé William Cook.

## Histoire
L'Alliance de l'Ontario a été fondée en 2017 par des membres du Parti progressiste-conservateur de l'Ontario mécontents du chef de l'époque, Patrick Brown. Ils furent rejoints par des membres du parti à enjeu unique Stop the New Sex-Ed Agenda, du New Reform Party of Ontario, parti maintenant dissous, et des militants sociaux conservateurs du Parti conservateur fédéral. La nouvelle Alliance a contesté les positions de Brown sur les questions sociales ainsi que le contrôle des nominations des candidats pour les élections générales de l'Ontario de 2018. 
Jay Tysick, le premier chef du parti, est un ancien membre des progressistes-conservateurs ainsi que chef de cabinet de Rick Chiarelli un conseiller municipal d'Ottawa. Tysick a expliqué aux médias ainsi qu'aux journalistes qu'il avait été poussé à créer le parti après que le Parti conservateur aient refusé de le nominer pour la circonscription de Carleton, dans la région d'Ottawa. Tysick a déclaré qu'il avait été disqualifié de sa nomination en tant que candidat en raison de ses opinions de droite.
Tysick a été interpelé par le candidat conservateur de Carleton, Goldie Ghamari, pour avoir fait des commentaires « calomnieux » à son sujet avant la réunion de nomination d'ou la raison de la disqualification de Tysick.
À l'approche des élections provinciales de 2018 en Ontario, des membres du leadership du parti ont quitté l'Alliance, affirmant que le directeur financier et le président du parti ne respectaient pas la constitution ou les décisions prises par le conseil d'administration. Cette faction dissidente a créé le Parti populiste de droite concurrent, le Parti de l'Ontario, en guise de protestation.
Le parti n’a remporté aucun siège lors des élections générales de 2018 et 2022 en Ontario.

## Positions
L’Alliance de l’Ontario décrit ses principes dans un ensemble de neuf points dans sa charte. Ces points incluent :
- protection de la vie, de la liberté et de la propriété;
- croyance en un gouvernement limité;
- croyance dans le rôle que jouent les institutions autonomes telles que l’Église, la famille et d’autres associations bénévoles dans le maintien d’un gouvernement limité en équilibrant et en diffusant le pouvoir de l’État;
- soutien au mariage et à la famille traditionnels;
- s'opposer aux monopoles gouvernementaux;
- soutenant la liberté de conscience, de culte, de parole, d’association et le principe d’égalité devant la loi ;
- s’opposer aux déficits budgétaires et aux excédents budgétaires ;
- promouvoir l’indépendance personnelle, le travail acharné et la réussite;
- exploration et développement responsables des ressources naturelles de l'Ontario; et
- gouvernement décentralisé[6].

Pour les élections de 2018, l'Alliance a fait campagne sur une plateforme en sept points intitulée « Ramener l'Ontario : un plan en sept points pour un Ontario meilleur ensemble! » Cette plateforme demandait un budget équilibré, une réduction des impôts, un transfert de responsabilités aux municipalités, une privatisation accrue des soins de santé et la mise en œuvre d'une législation permettant la révocation des députés provinciaux et des référendums d'initiative citoyenne. Il s’opposait à une taxe sur le carbone et à la mise à jour du programme provincial d’éducation sexuelle.

## Résultats des élections
| Année électorale | # de votes globaux | % de total global | # de les candidats se présentent | # de sièges gagnés | +/-           | Gouvernement        |
| ---------------- | ------------------ | ----------------- | -------------------------------- | ------------------ | ------------- | ------------------- |
| 2018             | 802                | 0,01%             | 3 / 124                          | 0 / 124            | Nouveau parti | Extra-parliamentary |
| 2022             | 108                |                   | 2 / 124                          | 0 / 124            | 0             | Extra-parliamentary |